# Lijst van steden in Georgia
Dit is een lijst van plaatsen en steden in Georgia.

## A
- Abbeville
- Acworth
- Adairsville
- Adel
- Adrian
- Ailey
- Alamo
- Albany
- Alma
- Alpharetta
- Ambrose
- Americus
- Andersonville
- Aragon
- Arcade
- Arlington
- Arnoldsville
- Ashburn
- Athens
- Atlanta
- Attapulgus
- Auburn
- Augusta
- Austell
- Avera
- Avondale Estates

## B
- Baconton
- Bainbridge
- Baldwin
- Ball Ground
- Barnesville
- Baxley
- Bellville
- Berkeley Lake
- Blackshear
- Blairsville
- Blakely
- Bloomingdale
- Blue Ridge
- Blythe
- Boston
- Bostwick
- Bowdon
- Bowman
- Braswell
- Bremen
- Broxton
- Brunswick
- Buchanan
- Buena Vista
- Buford
- Butler
- Byron

## C
- Cairo
- Calhoun
- Camilla
- Canon
- Canton
- Carlton
- Carnesville
- Carrollton
- Cartersville
- Cave Spring
- Cedartown
- Centerville
- Chamblee
- Chatsworth
- Chickamauga
- Clarkesville
- Clarkston
- Claxton
- Clayton
- Cleveland
- Climax
- Cobbtown
- Cochran
- Colbert
- Coleman
- College Park
- Collins
- Colquitt
- Columbus
- Comer
- Commerce
- Conyers
- Coolidge
- Cordele
- Cornelia
- Covington
- Crawford
- Crawfordville
- Culloden
- Cumming
- Cusseta
- Cuthbert

## D
- Dacula
- Dahlonega
- Daisy
- Dallas
- Dalton
- Danielsville
- Darien
- Davisboro
- Dawson
- Dawsonville
- Decatur
- Demorest
- Denton
- De Soto
- Dillard
- Doerun
- Donalsonville
- Doraville
- Douglas
- Douglasville
- Dublin
- Dudley
- Duluth

## E
- East Dublin
- East Ellijay
- Eastman
- East Point
- Eatonton
- Edge Hill
- Edison
- Elberton
- Ellaville
- Ellijay
- Emerson
- Eton
- Euharlee

## F
- Fairburn
- Fairmount
- Fargo
- Fayetteville
- Fitzgerald
- Flemington
- Flovilla
- Folkston
- Forest Park
- Forsyth
- Fort Gaines
- Fort Oglethorpe
- Fort Valley
- Franklin
- Franklin Springs

## G
- Gainesville
- Garden City
- Georgetown
- Gibson
- Gillsville
- Glennville
- Glenwood
- Gordon
- Graham
- Grantville
- Gray
- Grayson
- Greensboro
- Greenville
- Griffin
- Grovetown
- Gumbranch
- Guyton

## H
- Hagan
- Hahira
- Hamilton
- Hampton
- Hapeville
- Harlem
- Hartwell
- Hawkinsville
- Hazlehurst
- Helen
- Helena
- Hephzibah
- Hiltonia
- Hinesville
- Hiram
- Hoboken
- Hogansville
- Holly Springs
- Homeland
- Homerville
- Hoschton
- Hull

## I
- Ideal
- Ila
- Irwinton

## J
- Jackson
- Jakin
- Jasper
- Jefferson
- Jeffersonville
- Jesup
- Jonesboro

## K
- Kennesaw
- Kingsland
- Kingston
- Knoxville

## L
- La Fayette
- LaGrange
- Lake City
- Lakeland
- Lake Park
- Lavonia
- Lawrenceville
- Leary
- Leesburg
- Lenox
- Leslie
- Lexington
- Lilburn
- Lilly
- Lincolnton
- Lithonia
- Locust Grove
- Loganville
- Lookout Mountain
- Louisville
- Lovejoy
- Ludowici
- Lula
- Lumber City
- Lumpkin
- Luthersville
- Lyons

## M
- McCaysville
- McDonough
- Macon
- McRae
- Madison
- Manassas
- Manchester
- Mansfield
- Marietta
- Marshallville
- Meansville
- Meigs
- Menlo
- Metter
- Midville
- Midway
- Milledgeville
- Millen
- Milner
- Molena
- Monroe
- Montezuma
- Monticello
- Morgan
- Morrow
- Morven
- Moultrie
- Mountain Park
- Mount Vernon
- Mount Zion

## N
- Nahunta
- Nashville
- Nelson
- Newnan
- Newton
- Nicholls
- Nicholson
- Norcross
- Norman Park
- Norwood

## O
- Oakwood
- Ocilla
- Oconee
- Offerman
- Oglethorpe
- Oliver
- Omega
- Oxford

## P
- Palmetto
- Patterson
- Pavo
- Payne
- Peachtree City
- Pearson
- Pelham
- Pembroke
- Pendergrass
- Perry
- Pinehurst
- Pine Lake
- Pitts
- Plains
- Plainville
- Pooler
- Port Wentworth
- Poulan
- Powder Springs

## Q
- Quitman

## R
- Ray City
- Rebecca
- Reidsville
- Remerton
- Resaca
- Riceboro
- Richland
- Richmond Hill
- Rincon
- Ringgold
- Riverdale
- Roberta
- Rochelle
- Rockmart
- Rome
- Rossville
- Roswell
- Royston
- Rutledge

## S
- St. Marys
- Sandersville
- Sandy Springs
- Santa Claus
- Savannah
- Scotland
- Screven
- Senoia
- Sharon
- Shellman
- Shiloh
- Sky Valley
- Smithville
- Smyrna
- Snellville
- Social Circle
- Soperton
- Sparta
- Springfield
- Stapleton
- Statesboro
- Statham
- Stockbridge
- Stone Mountain
- Sugar Hill
- Summerville
- Sunny Side
- Suwanee
- Swainsboro
- Sycamore
- Sylvania
- Sylvester

## T
- Talbotton
- Tallapoosa
- Temple
- Tennille
- Thomaston
- Thomasville
- Thomson
- Tifton
- Toccoa
- Trenton
- Tunnel Hill
- Twin City
- Tybee Island
- Ty Ty

## U
- Unadilla
- Union City
- Union Point
- Uvalda

## V
- Valdosta
- Varnell
- Vidalia
- Vidette
- Vienna
- Villa Rica

## W
- Waco
- Wadley
- Waleska
- Walthourville
- Warm Springs
- Warner Robins
- Warrenton
- Warwick
- Washington
- Waycross
- Waynesboro
- West Point
- Whigham
- White
- White Plains
- Willacoochee
- Winder
- Winterville
- Woodbine
- Woodbury
- Woodland
- Woodstock
- Woodville
- Wrens
- Wrightsville

## Y
- Young Harris

## Z
- Zebulon